# Laurel Clark
Laurel Blair Salton Clark (* 10. März 1961 in Ames, Iowa, Vereinigte Staaten; † 1. Februar 2003 über dem Süden der USA) war eine US-amerikanische Raumfahrerin. Sie starb beim Absturz der Columbia im Februar 2003.

## Ausbildung
Clark besuchte bis 1979 die William Horlick High School in Racine (Wisconsin) und studierte anschließend an der University of Wisconsin–Madison, wo sie 1983 einen Bachelor in Zoologie und 1987 einen Doktorgrad in Medizin erhielt.
Nach Abschluss ihres Studiums absolvierte Clark am National Naval Medical Center in Maryland eine Weiterbildung zur Kinderärztin. Daneben schloss sie 1989 eine Ausbildung am Naval Undersea Medical Institute in Groton, Connecticut, und am Naval Diving and Salvage Training Center in Panama City, Florida, in den Fachgebieten Radiologie und Tauchmedizin ab. Anschließend wurde sie als Leiterin des Militärärztlichen Dienstes des Submarine Squadron Fourteen zum U-Boot-Stützpunkt Holy Loch in Schottland versetzt. Hier tauchte sie zusammen mit Marinetauchern sowie Navy-Spezialeinheiten und versorgte hilfebedürftige Soldaten amerikanischer U-Boote.
Danach absolvierte Clark eine sechsmonatige Ausbildung zur Fliegerärztin am Naval Aerospace Medical Institute in Pensacola, Florida. Nach Abschluss der Ausbildung wurde sie an verschiedenen Standorten eingesetzt und versah in den entlegensten Gebieten der Erde ihren Dienst. Bevor sie als Astronautin ausgewählt wurde, arbeitete sie als Fliegerärztin für die Naval Flight Officer Advanced Training Squadron in Pensacola.

## Astronautentätigkeit
Clark wurde im Mai 1996 von der NASA als Raumfahreranwärterin ausgewählt und wurde ab August 1996 am Johnson Space Center in Houston eingesetzt. Sie absolvierte ein zweijähriges Astronautentraining, das sie als Missionsspezialistin qualifizierte.

### STS-107
Clark und sechs weitere Astronauten starteten am 16. Januar 2003 mit der Raumfähre Columbia zur Mission STS-107. Auf dieser 16-tägigen Forschungsmission wurden etwa 80 wissenschaftliche Experimente durchgeführt. Beim Start des Space Shuttle hatte sich ein Schaumstoffteil vom Außentank gelöst und den Backbordflügel des Orbiters getroffen. Der Schaden wurde zwar bemerkt, aber von der NASA als nicht kritisch eingestuft. Als das Shuttle am 1. Februar zur Erde zurückkehrte, drangen durch eine beschädigte Hitzekachel heiße Gase in den Flügel ein und zerschmolzen ihn von innen. Das Shuttle geriet außer Kontrolle und zerbrach in der Atmosphäre. Laurel Clark und die anderen Crewmitglieder kamen ums Leben.

## Ehrungen
Laurel Clark wurde im Juli 2004 postum die Congressional Space Medal of Honor verliehen. Außerdem wurden der Asteroid (51827) Laurelclark, der Krater L. Clark auf dem Mond und der Clark Hill, ein Hügel auf dem Mars, nach ihr benannt. Im April 2023 benannte Northrop Grumman den Raumtransporter Cygnus NG-19 nach ihr.

## Besonderheiten
Als NASA-Experten nach dem Absturz der Raumfähre Columbia die über mehrere US-Bundesstaaten verstreuten Trümmer zusammentrugen, fanden sie eine völlig unversehrte CD der schottischen Gruppe Runrig. Laurel Clark, ein großer Fan der Band, hatte das Album mit ins Weltall genommen.